# Салихов, Эсед Бабастанович
Эсед Бабастанович Салихов (лезг. Салихрин Эсед Бабастанан хва, 15 мая 1919 года, селение Икра, Дагестанская область — 17 января 1944 года, д. Слободка, Калининская область) — командир батальона 247-го стрелкового полка 37-й стрелковой дивизии 22-й армии 2-го Прибалтийского фронта. Герой Советского Союза (посмертно).

## Биография

### Ранние годы
Эсед Салихов родился в селении Икра в семье рабочего. По национальности — лезгин. Вскоре после рождения ребенка отец умер, и сына воспитывала мать, Ханбажи. Эсед хорошо учился в школе, а затем в Буйнакском кооперативном техникуме, по окончании которого стал работать счетоводом в Курахском райпо. В 1940 году Салихов вступил в ряды Красной Армии и по собственной просьбе был направлен в военное училище, каковым стало Белоцерковское пехотное училище в Томске.

### Участие в Великой Отечественной войне
В 1941 году Салихов успешно окончил училище и в звании лейтенанта отправился на фронт. Принимал активное участие в боевых действиях, смело сражаясь с противником: к концу 1943 года майор Салихов имел следующие боевые награды: орден Красного Знамени, орден Отечественной войны I степени, орден Александра Невского и медаль «За отвагу».

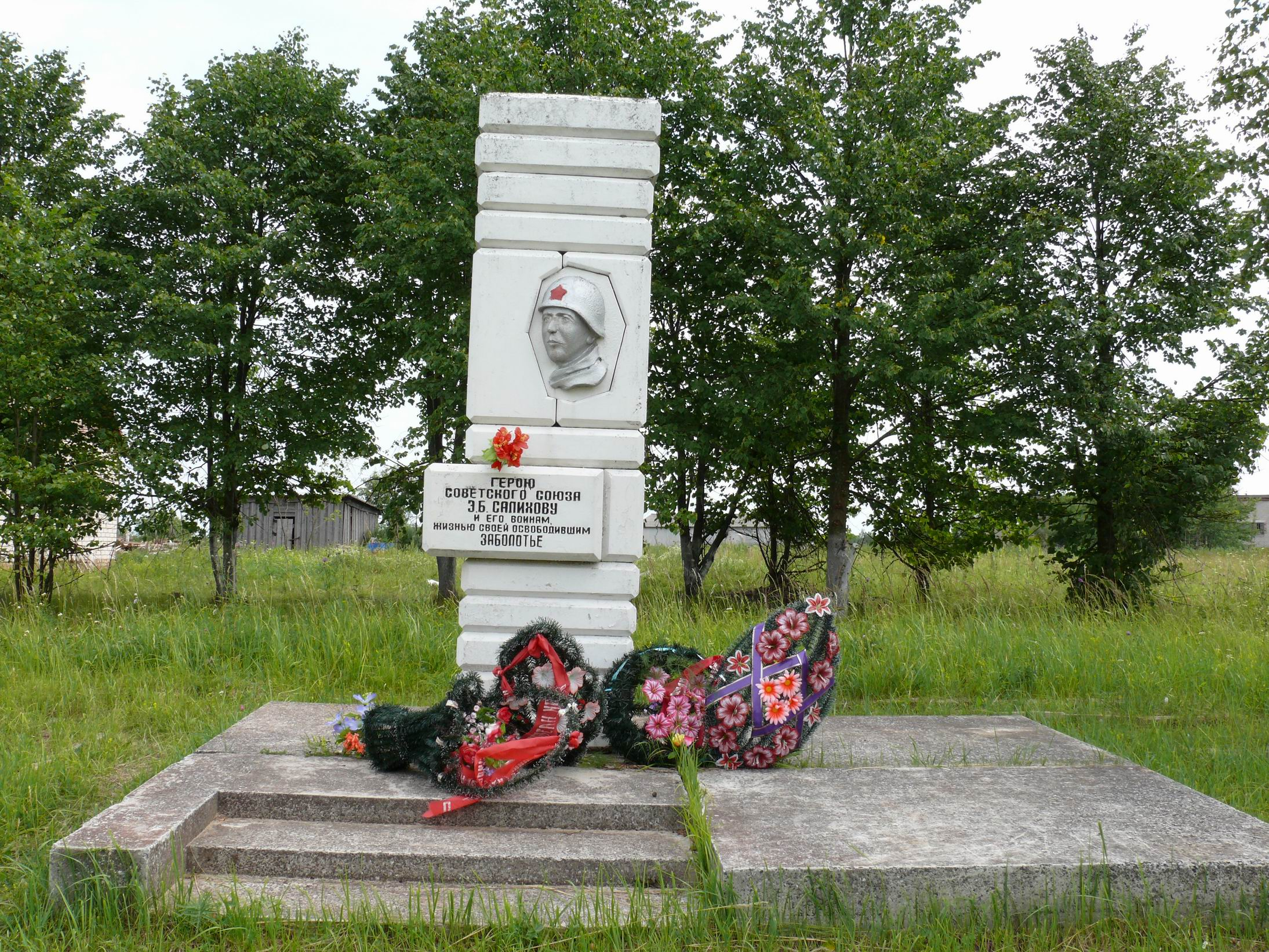
Памятник на месте подвига Эседа Салихова

В ночь на 15 января 1944 года майор Салихов с отрядом в составе 30 человек скрытно проник в тыл противника у деревни Слободка Новосокольнического района (ныне в Псковской области). Бойцы перерезали важную железнодорожную магистраль Дно — Новосокольники и уничтожили штаб вражеского пехотного полка в деревне Заболотье. Немцы оказывали отчаянное сопротивление, стремясь всеми силами удержать занимаемый оборонительный рубеж, но были вытеснены из деревни, при этом потеряв около 200 солдат и офицеров. На следующий день, когда противник подтянул дополнительные силы, отряд Салихова фактически оказался в окружении. Более того, к тому времени в отряде осталось всего 10 боеспособных человек. В ходе боя Салихов был дважды тяжело ранен, и было принято решение отвезти его в медсанбат, но по пути майор скончался. Похоронен в братском захоронении, расположенном в 900 метрах южнее деревни Слободка.
За мужество и героизм, проявленные в боях с немецко-фашистскими захватчиками, Указом Президиума Верховного Совета СССР от 4 июня 1944 года майору Эседу Бабастановичу Салихову было посмертно присвоено звание Героя Советского Союза.